# چالش فراهنجار یک میلیون دلاری
چالش فرامعمول (ما وراء الطبیعة) یک میلیون دلاری (انگلیسی: One Million Dollar Paranormal Challenge) اشاره به پرداخت پاداش یک میلیون دلار توسط بنیاد رندی به کسی که بتواند در شرایط دقیق آزمایشگاهی شواهدی برای وجود پدیده‌ها، نیروی فراهنجار یا فراطبیعی بیاورد، دارد. این چالش برای نخستین بار در سال ۱۹۶۴ مطرح شد و از آن زمان، هزاران نفر برای دریافت این جایزه تلاش کردند که تا کنون هیچ‌کدام موفق به دریافت آن نشده‌اند.

## تاریخچه
جیمز راندی (James Randi)در یک بحث رادیویی، زمانی که یک متخصص روانشناسی او را در رابطه با put [his] money where [his] mouth is) " «حرف زدن کافی نیست.. باعمل نشون بده!»"( به چالش کشید، ایده برای این چالش را پدیدآورد، رندی در سال ۱۹۶۴ پیشنهاد ۱۰۰۰ دلار و سپس ۱۰۰۰۰ دلار را داد. مدتی بعد، کمپانی لکسینگتون برادکستینگ (Lexington Lexington Broadcast Services CompanyBroadcasting) از رندی درخواست کرد تا نمایشی را تحت عنوان $100,000 Psychic Prize اجرا کند. این کمپانی مبلغ ۹۰۰۰۰ دلار را به مبلغ ۱۰۰۰۰ دلار پیشنهاد شده توسط رندی افزود. در نهایت یکی از دوستان رندی به نام ریک ادامز Rick Adamsکه از پیشگامان اینترنت بود، مبلغ ۱۰۰۰۰۰۰ دلار (یک میلیون دلار) برای مبلغ جایزه اهدا کرد. در رسانه‌ها گاهی از این جایزه به عنوان "پاداش (جایزه) رندی " یاد می‌شود.